# 法尔奈克二世 (弗里吉亚)
法尔奈克二世(盛年公元前430-前422年)是一名阿契美尼德王朝赫勒斯滂弗里吉亚总督。
他的祖父阿尔塔巴佐斯一世是法尔奈克王朝创始人。在父亲法尔纳巴佐斯一世或祖父阿尔塔巴佐斯一世死后，法尔奈克二世继承了总督职位。他的继任者是他的儿子法尔纳巴佐斯二世。